# Гамбург (аеропорт)

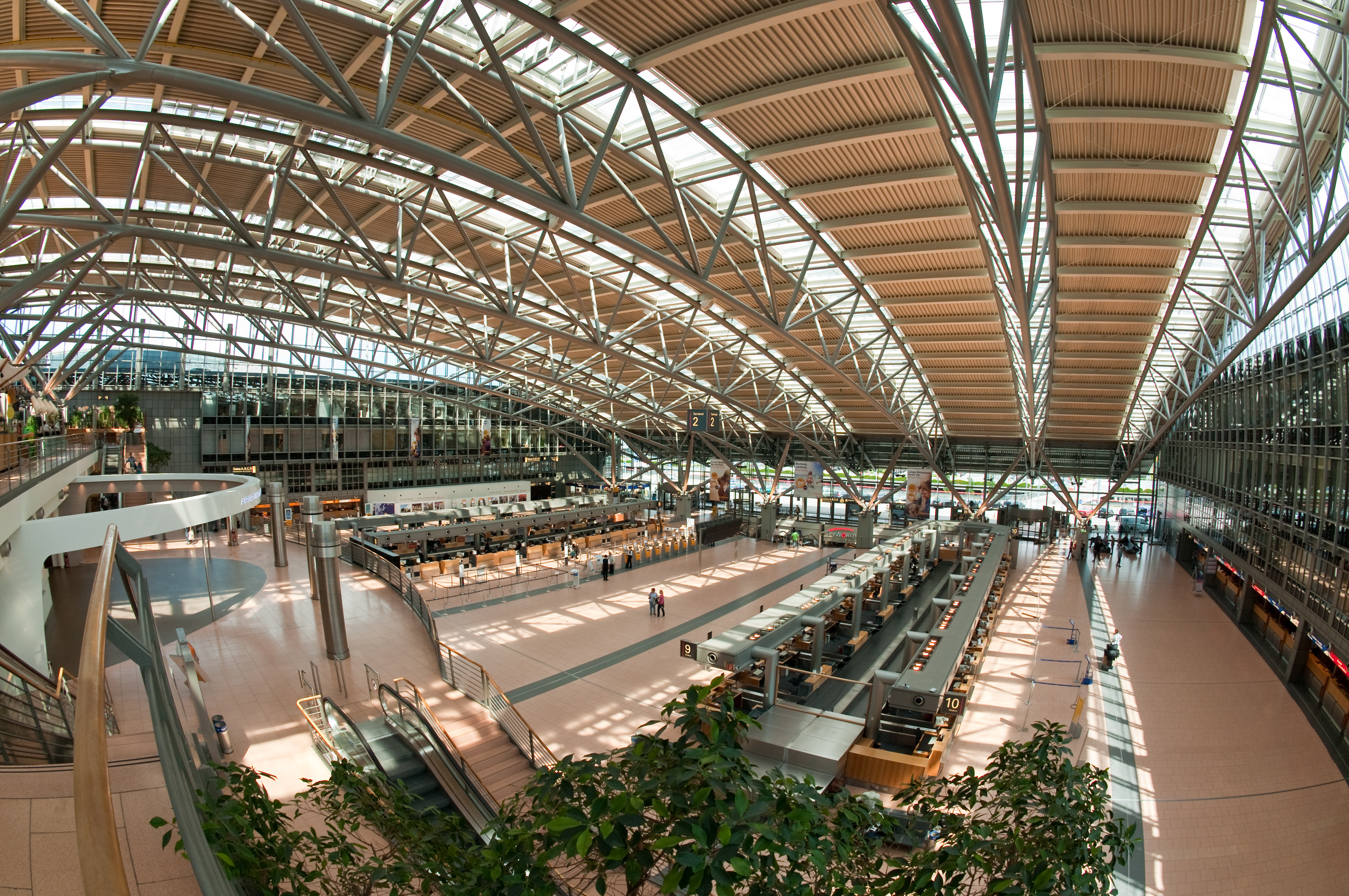
Зал реєстрації термінал 2

Аеропорт Гамбург (IATA: HAM, ICAO: EDDH), (нім. Flughafen Hamburg) — міжнародний аеропорт у Гамбурзі, другому за величиною місті Німеччини. Він розташований за 8,5 км на північ від центру Гамбурга, в місцевості Фульсбюттель, та є базовим для авіакомпаній Germanwings, Condor та easyJet. Гамбурзький аеропорт є п'ятим за пасажиропотоком у Німеччині та за підсумками 2016 року перевіз 16 223 968 пасажирів, прийнявши та відправивши 160 904 рейси. З 2016 року носить ім'я Гельмута Шмідта.

## Опис
Аеропорт має два термінали і дві злітно-посадкові смуги, здатних прийняти будь-які літаки. 2 термінали аеропорту з'єднані між собою зоною видачі багажу і Airport Plaza з численними магазинами і ресторанами.
Термінал 1. Був відкритий в 2005 році. Приймає більшість авіарейсів.

Термінал 2. Був відкритий в 1993, обслуговує переважно компанії Germanwings і Lufthansa, а також їх партнерів по Star Alliance.

## Авіалінії та напрямки, липень 2023
| Авіакомпанія                  | Пункт призначення |
| ----------------------------- | --- |
| Aegean Airlines               | Афіни, Салоніки |
| Aer Lingus                    | Дублін |
| airBaltic                     | Рига Сезонний: Вільнюс |
| Air Cairo                     | Хургада |
| Air France                    | Париж-Шарль де Голль |
| Air Serbia                    | Сезонний: Белград |
| AnadoluJet                    | Стамбул–Сабіха Гекчен Сезонно: Анкара, Анталія |
| Austrian Airlines             | Відень |
| British Airways               | Лондон-Хітроу |
| Brussels Airlines             | Брюссель |
| Condor                        | Фуертевентура, Мадейра, Гран-Канарія, Хургада, Лансароте, Ла-Пальма, Пальма-де-Майорка, Тенерифе-Південний Сезонний: Агадір (з 4 листопада 2023), Анталія, Корфу, Іракліон, Херес, Кос, Малага, Родос, Самос |
| Corendon Airlines             | Анталія Сезонний: Ізмір |
| DAT                           | Саарбрюккен |
| easyJet                       | Базель-Мюлуз-Фрайбург, Единбург, Лондон-Гатвік, Манчестер |
| Emirates                      | Дубай |
| European Air Charter          | Сезонний чартер: Бургас, Варна |
| Eurowings                     | Амстердам, Барселона, Будапешт, Кельн/Бонн, Дюссельдорф, Фуертевентура, Грац, Лондон–Хітроу, Мілан–Мальпенса, Мюнхен, Ніцца, Осло-Гардермуен, Пальма-де-Майорка, Париж–Шарль де Голль, Рим–Ф’юмічіно, Зальцбург, Стокгольм-Арланда, Штутгарт, Салоніки, Відень, Цюрих Сезонно: Адана, Аліканте, Барі, Більбао, Бургас, Катанія, Ханья, Корфу, Дубровник, Фару, Гетеборг, Гран-Канарія, Іракліон, Ібіца, Інсбрук, Кайсері, Кос, Лансароте, Ла-Пальма, Ларнака, Лісабон, Малага, Мальта, Міконос, Надор, Неаполь, Ольбія, Порту, Рейк'явік, Родос, Рієка, Спліт, Тенерифе-Південний, Тромсе (з 10 грудня 2023), Туніс, Валенсія, Варна, Венеція, Верона, Задар |
| Finnair                       | Гельсінкі |
| Freebird Airlines             | Сезонний: Анталія |
| Iberia                        | Мадрид |
| Icelandair                    | Рейк'явік |
| Iran Air                      | Тегеран-Імам Хомейні |
| ITA Airways                   | Сезонний: Мілан–Лінате |
| KLM                           | Амстердам |
| LOT Polish Airlines           | Варшава-Шопен |
| Lufthansa                     | Франкфурт, Мюнхен |
| Luxair                        | Люксембург |
| Marabu                        | Сезонні: Ханья, Корфу, Фару, Гран-Канарія, Іракліон, Хургада, Кос, Малага, Превеза, Родос, Закінф |
| Norwegian Air Shuttle         | Осло-Гардермуен |
| Pegasus Airlines              | Анкара, Стамбул-Сабіха Гекчен Сезонний: Анталія |
| Play                          | Сезонний: Рейк'явік |
| Ryanair                       | Аліканте, Мілан-Бергамо, Дублін, Единбург, Гданськ, Лондон–Станстед, Малага, Пальма-де-Майорка, Порту Сезонно: Валенсія, Задар |
| Scandinavian Airlines         | Копенгаген, Стокгольм-Арланда Сезонний: Осло-Гардермуен |
| SkyAlps                       | Больцано |
| Southwind Airlines            | Сезонний чартер: Анталія |
| SunExpress                    | Анталія, Ізмір Сезонний: Анкара, Даламан |
| Swiss International Air Lines | Цюрих Сезонний: Женева |
| Sylt Air                      | Сезонний: Зильт |
| TAP Air Portugal              | Лісабон |
| Tunisair                      | Монастір |
| Turkish Airlines              | Стамбул Сезонний: Адана, Газіантеп, Кайсері, Орду, Самсун |
| Volotea                       | Бордо, Флоренція, Ліон (всі з 10 жовтня 2023) |
| Vueling                       | Барселона, Париж–Орлі Сезонний: Більбао |
| Widerøe                       | Берген |
| Wizz Air                      | Баня-Лука, Белград, Бухарест, Катанія (з 18 грудня 2023), Гданськ, Кутаїсі, Скоп’є, Софія, Тирана, Варна |

## Статистика

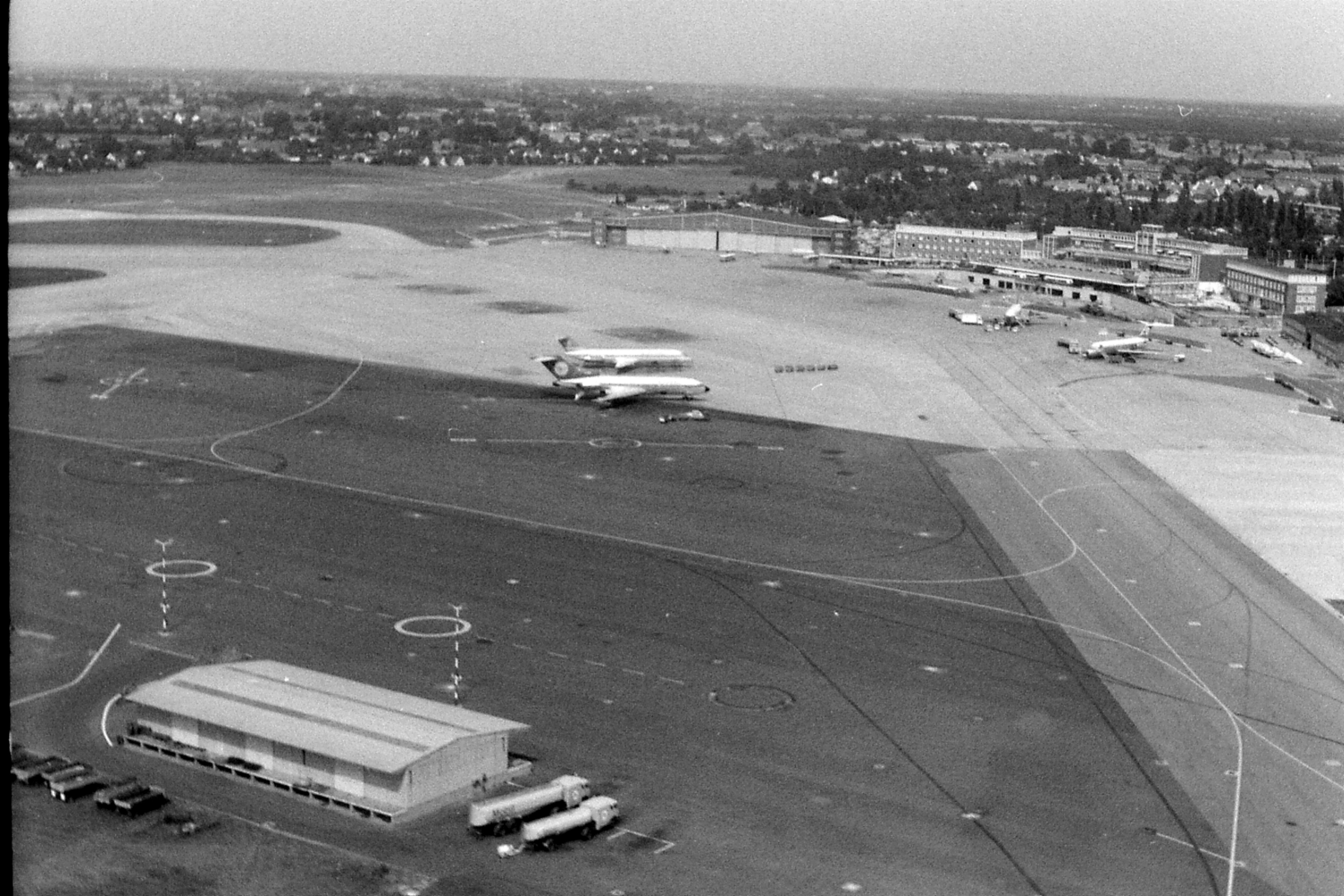
Аеропорт Гамбург в 1968

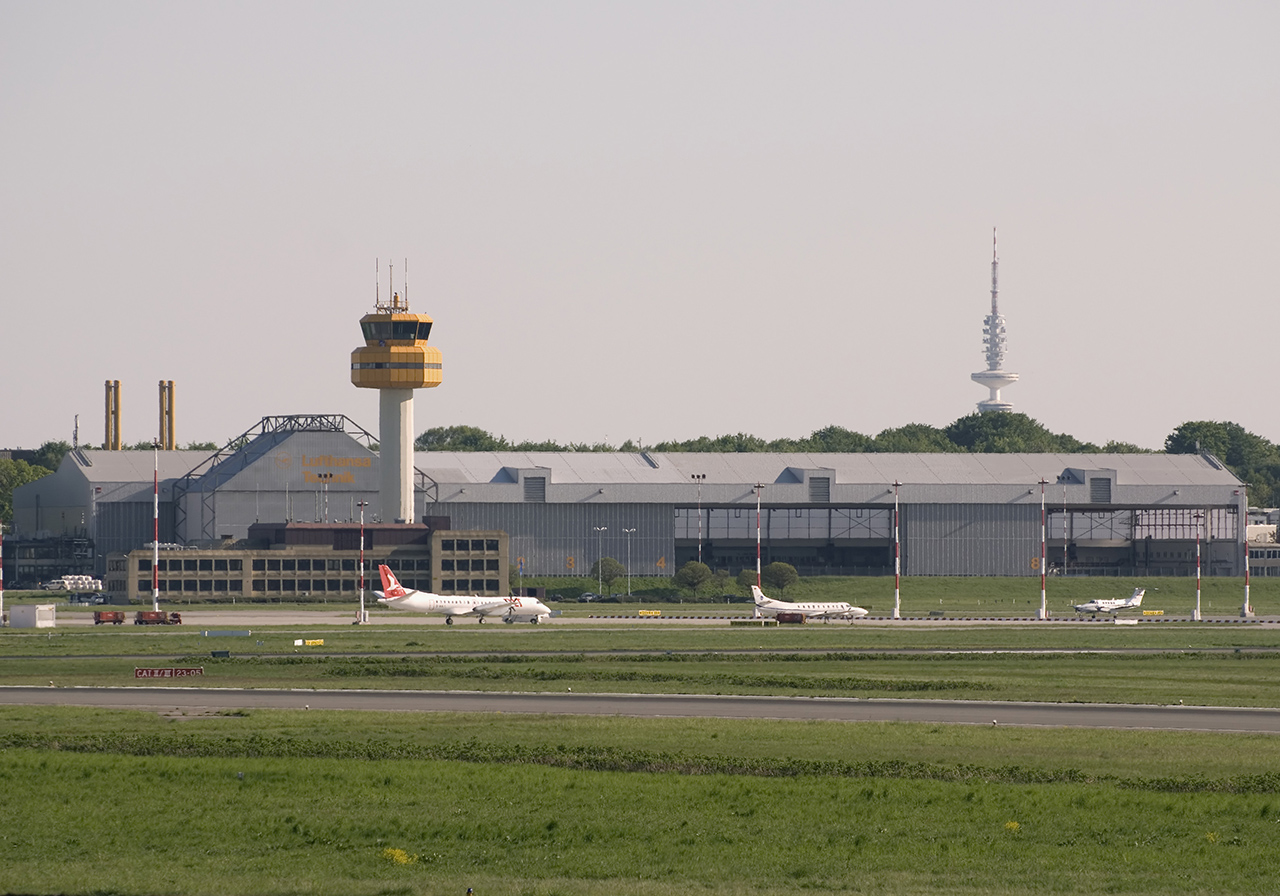
Ангари Lufthansa Technik в аеропорту Гамбург та Heinrich-Hertz-Turm на обрії

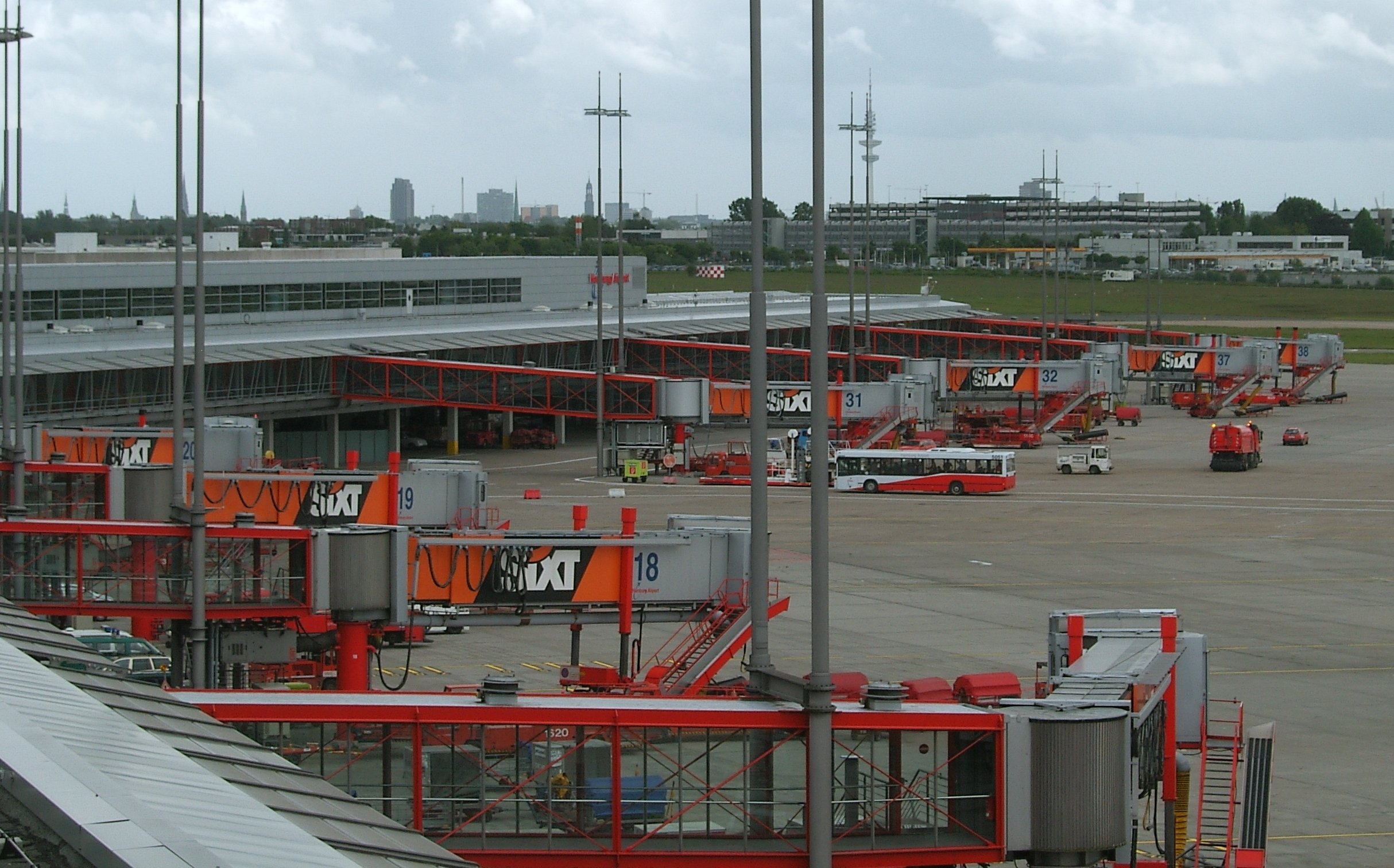
Перон

| 2000                          | 9,949,269    | 164,932   | 48,669   |
| 2001                          | ▼ 9,490,432  | ▼ 158,569 | ▼ 43,076 |
| 2002                          | ▼ 8,946,505  | ▼ 150,271 | ▼ 40,871 |
| 2003                          | ▲ 9,529,924  | ▼ 149,362 | ▼ 36,018 |
| 2004                          | ▲ 9,893,700  | ▲ 151,434 | ▲ 37,080 |
| 2005                          | ▲ 10,676,016 | ▲ 156,180 | ▼ 32,677 |
| 2006                          | ▲ 11,954,117 | ▲ 168,395 | ▲ 38,211 |
| 2007                          | ▲ 12,780,631 | ▲ 173,516 | ▲ 44,204 |
| 2008                          | ▲ 12,838,350 | ▼ 172,067 | ▼ 37,266 |
| 2009                          | ▼ 12,229,319 | ▼ 157,487 | ▼ 31,595 |
| 2010                          | ▲ 12,962,429 | ▼ 157,180 | ▼ 27,330 |
| 2011                          | ▲ 13,558,261 | ▲ 158,076 | ▲ 27,588 |
| 2012                          | ▲ 13,697,402 | ▼ 152,890 | ▲ 28,174 |
| 2013                          | ▼ 13,502,553 | ▼ 143,802 | ▲ 28,302 |
| 2014                          | ▲ 14,760,280 | ▲ 153,879 | ▲ 28,948 |
| 2015                          | ▲ 15,610,072 | ▲ 158,398 | ▲ 31,294 |
| 2016                          | ▲ 16,223,968 | ▲ 160,904 | ▲ 35,284 |
| 2017                          | ▲ 17,622,997 | ▼ 159,780 | ▲ 36,863 |
| Sources: ADV, Hamburg Airport |              |           |          |

## Наземний транспорт

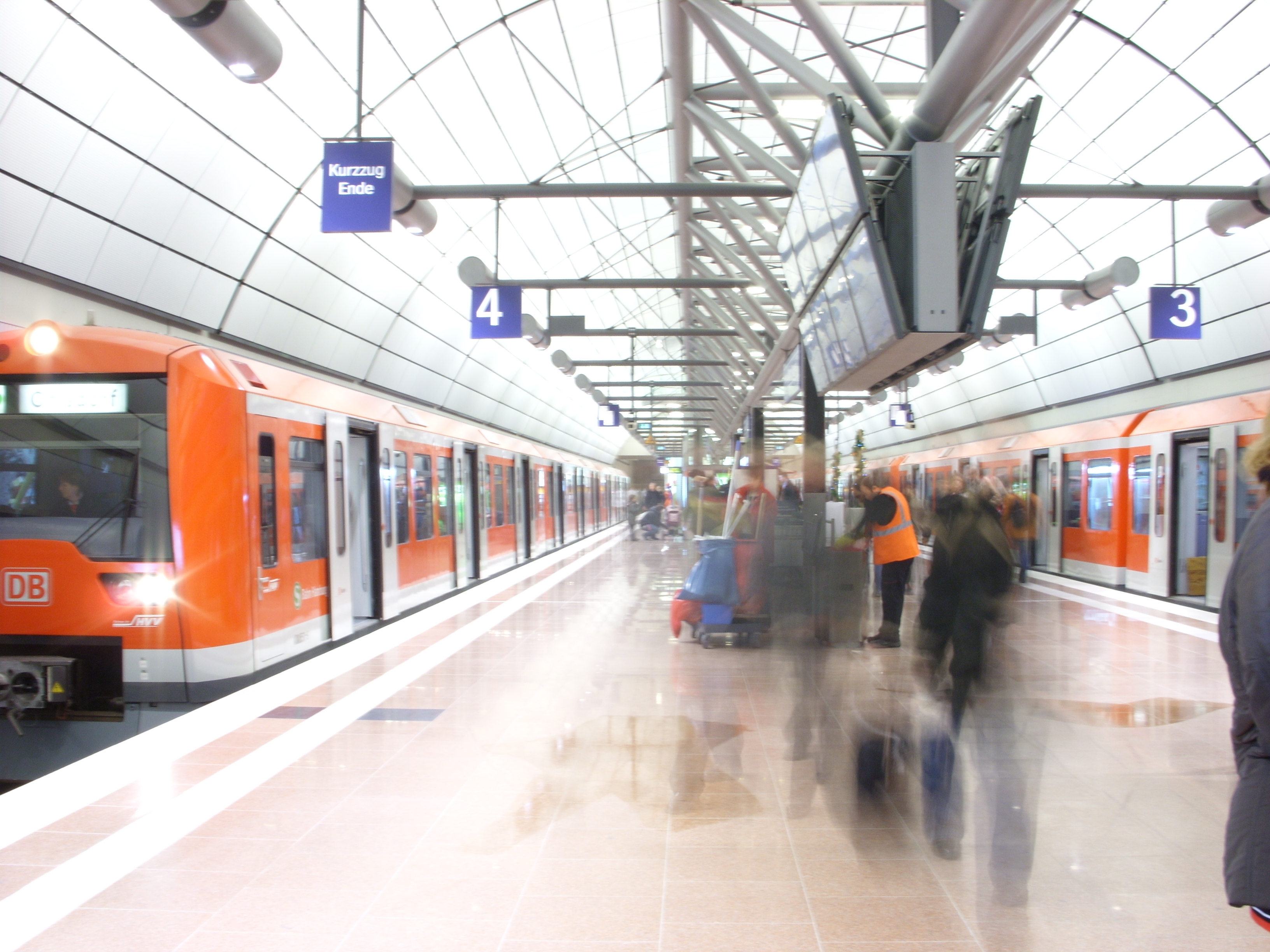
Станція аеропорт Гамбург

### Автобуси
У Гамбург з аеропорту що 15 хвилин вирушають спеціальні експрес-автобуси, час у дорозі — 30 хвилин.
Крім експрес-автобусів пасажирам доступні рейсові автобуси № 26, № 274 і № 292.

### Залізниця
Перед терміналами знаходиться станція Аеропорт Гамбург Hamburg S-Bahn лінії S1, час у дорозі до Гамбург-Головний — 25 хвилин, потяги відходять що 10 хвилин.